# Fernán Martínez de Ceballos

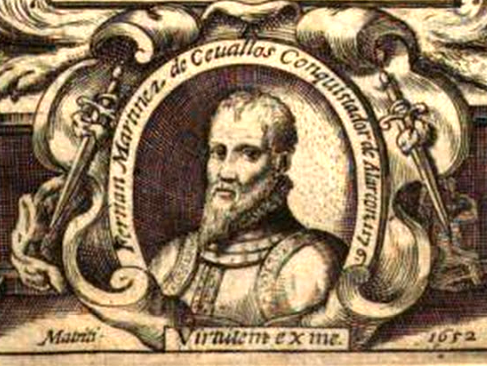
Retrato apócrifo de Fernán Martínez de Ceballos por Pedro de Villafranca, recortado de Corona sepulcral. Elogios en la muerte de D. Martín Suárez do Alarcón, sacados a luz por D. Alonso de Alarcón. Madrid, 1652.

Fernán Martínez de Zevallos (o Zeballos) fue un rico hombre de Castilla, caballero y capitán del rey Alfonso VIII en el siglo XII. Descendiente de la casa solariega de los Zevallos en las Asturias de Santillana. Fundó la casa Alarcón y fue el primer alcalde de la villa de Alarcón tras su conquista en el año 1176.

## La reconquista de Alarcón
La mayor hazaña que realizó Fernán Martínez de Zevallos fue la de ser el primero en la conquista de Alarcón, la cual sucedió durante el avance cristiano sobre Cuenca el 30 de noviembre, día de San Juan, del año 1176. El castillo de Alarcón, situado sobre un gran promontorio de altos peñascos y rodeado por el río Jucar, fue asediado durante 9 meses sin éxito hasta que en la desesperación de los cristianos, escaló temerariamente Fernán Martínez de Zevallos la torre del Homenaje con dos dagas vizcaínas, clavandolas entre los intersticios del muro. Una vez llegado a la cima de la torre, dio muerte a los musulmanes que estaban de centinelas y echó una escalera para que los soldados pudieran subir. 
En honor a su arrojo y valentía en la conquista de Alarcón, le fue otorgado por el rey Alfonso VIII las rentas de la villa Alarcón, la tenencia del castillo, su Alcaldía y el apellido Alarcón por perpetuidad. Sus descendientes tomaron el apellido de Alarcón y dieron origen a este nuevo linaje.